# (5128) Wakabayashi
(5128) Wakabayashi es un asteroide perteneciente al cinturón de asteroides, descubierto el 30 de marzo de 1989 por Masahiro Koishikawa desde la Estación Ayashi, Japón.

## Designación y nombre
Designado provisionalmente como 1989 FJ. Fue nombrado Wakabayashi en homenaje a Wakabayashi-ku, una sala en la parte suroriental de la ciudad de Sendai.

## Características orbitales
Wakabayashi está situado a una distancia media del Sol de 2,765 ua, pudiendo alejarse hasta 3,172 ua y acercarse hasta 2,358 ua. Su excentricidad es 0,147 y la inclinación orbital 6,965 grados. Emplea 1679,41 días en completar una órbita alrededor del Sol.
Los próximos acercamientos a la órbita de Júpiter se producirán el 18 de marzo de 2047, el 12 de agosto de 2069 y el 12 de noviembre de 2129.

## Características físicas
La magnitud absoluta de Wakabayashi es 12,8. Tiene 18 km de diámetro y su albedo se estima en 0,101.